# Old Ass Bastards
Old Ass Bastards ist eine deutsche Sketch-Show, die von 2010 bis 2011 im deutschen Fernsehen zu sehen war. In ihrer ersten Staffel hieß sie noch "Das R-Team" und wurde auf Sat.1 ausgestrahlt, die zweite Staffel lief unter dem Titel Old Ass Bastards auf ProSieben. Sie basierte auf Benidorm Bastards, einer belgischen Comedyshow.

## Inhalt
Gezeigt werden Sketche, in denen junge Menschen auf der Straße von Senioren hereingelegt und so aus der Fassung gebracht werden. Die Reaktionen der verblüfften Passanten werden von versteckten Kameras festgehalten.

## Ausstrahlung
Das R-Team war im Sommer 2010 von Sat.1 ins Programm genommen worden, wo zunächst acht Folgen gesendet wurden. Da diese eher unzufriedenstellende Einschaltquoten verzeichneten, wurde die Serie danach aus dem Programm genommen. Etwa ein Jahr später kehrte sie bei ProSieben ins deutsche Fernsehen zurück. Gezeigt wurde die zweite Staffel, wobei man den Titel auf Old Ass Bastards änderte. Die 2. Staffel wurde durch einige prominente Senioren unterstützt, so sind Darsteller wie Dieter Hallervorden, Werner Hansch, Erika Berger oder Ingrid van Bergen zu sehen. Der Erfolg war erheblich größer.
| Staffel | Episoden | Datum                           | Sender    | Reichweite | Marktanteil | Reichweite (14- bis 49-Jährige) | Marktanteil (14- bis 49-Jährige) |
| ------- | -------- | ------------------------------- | --------- | ---------- | ----------- | ------------------------------- | -------------------------------- |
| 1       | 1–8      | 21. Juni 2010–9. August 2010    | Sat.1     | 1,26 Mio.  | 5,3 %       | 0,84 Mio.                       | 8,3 %                            |
| 2       | 9–16     | 27. August 2011–1. Oktober 2011 | ProSieben | 1,06 Mio.  | 7,0 %       | 0,88 Mio.                       | 12,7 %                           |